# Wijzen uit het oosten

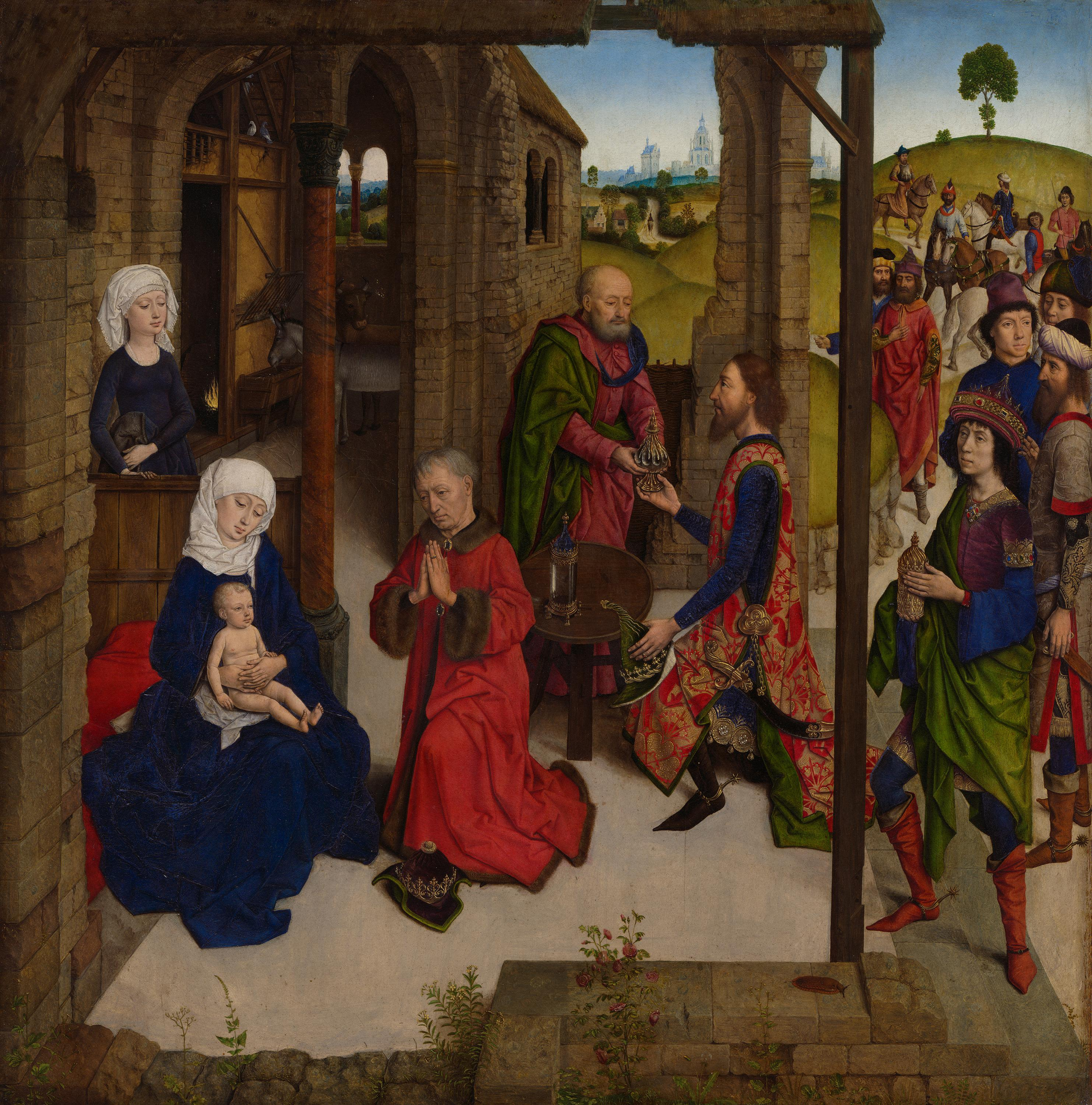
De aanbidding der koningen door Dirk Bouts, 1467-1468

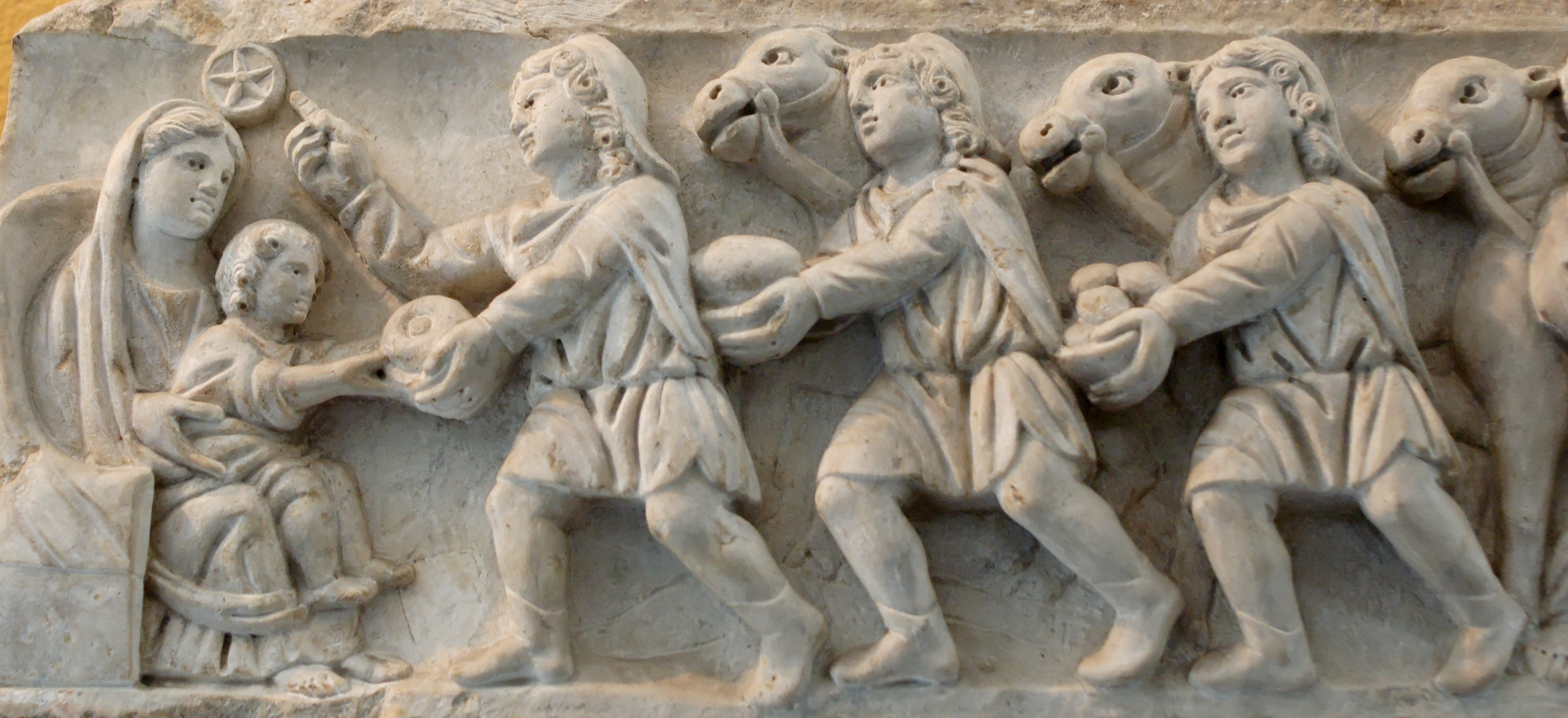
De aanbidding der koningen, 4e-eeuwse afbeelding op een Romeinse sarcofaag in Rome

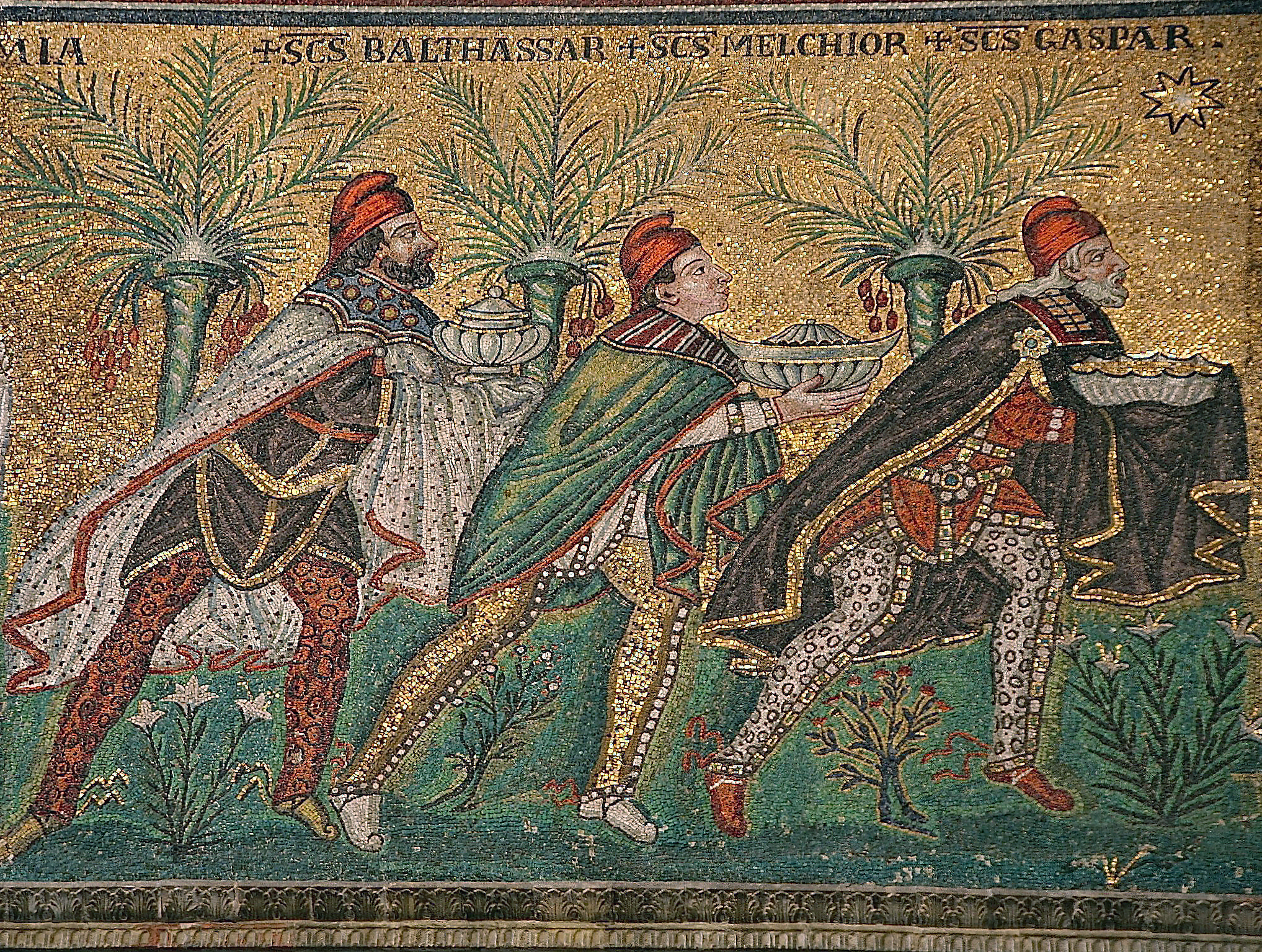
De wijzen uit het oosten afgebeeld als Perzen, 6e-eeuws Byzantijns mozaïek, Basiliek van Sant'Apollinare Nuovo, Ravenna

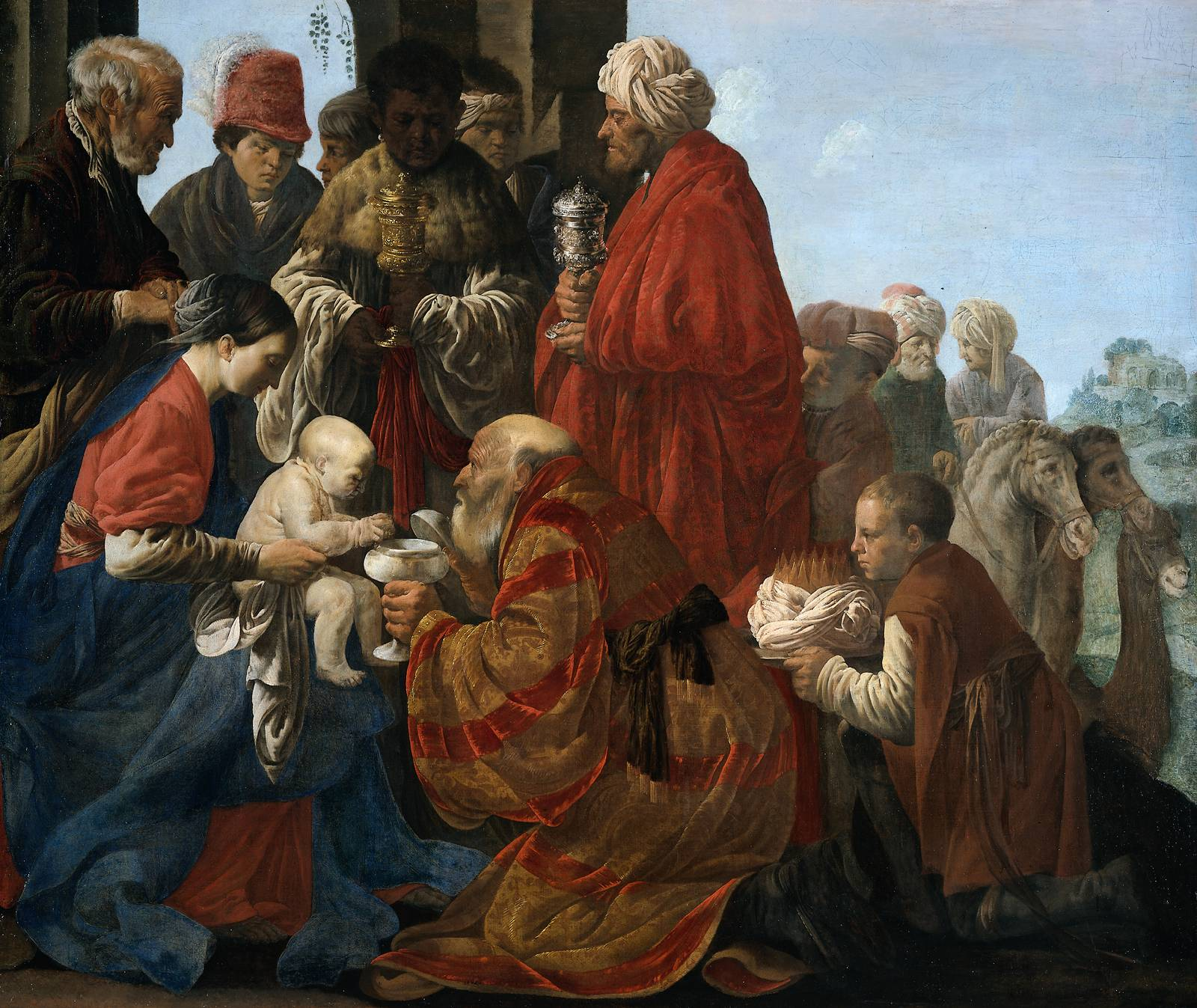
Hendrick ter Brugghen: De aanbidding der koningen, 1619, Rijksmuseum Amsterdam

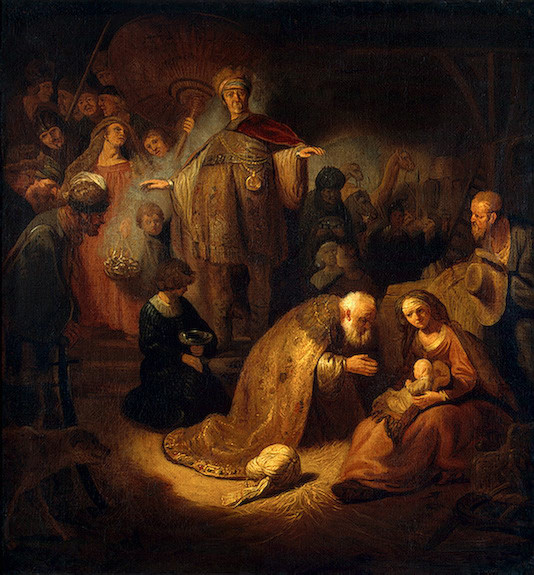
Atelier van Rembrandt: De aanbidding der koningen, 17e eeuw, Hermitage

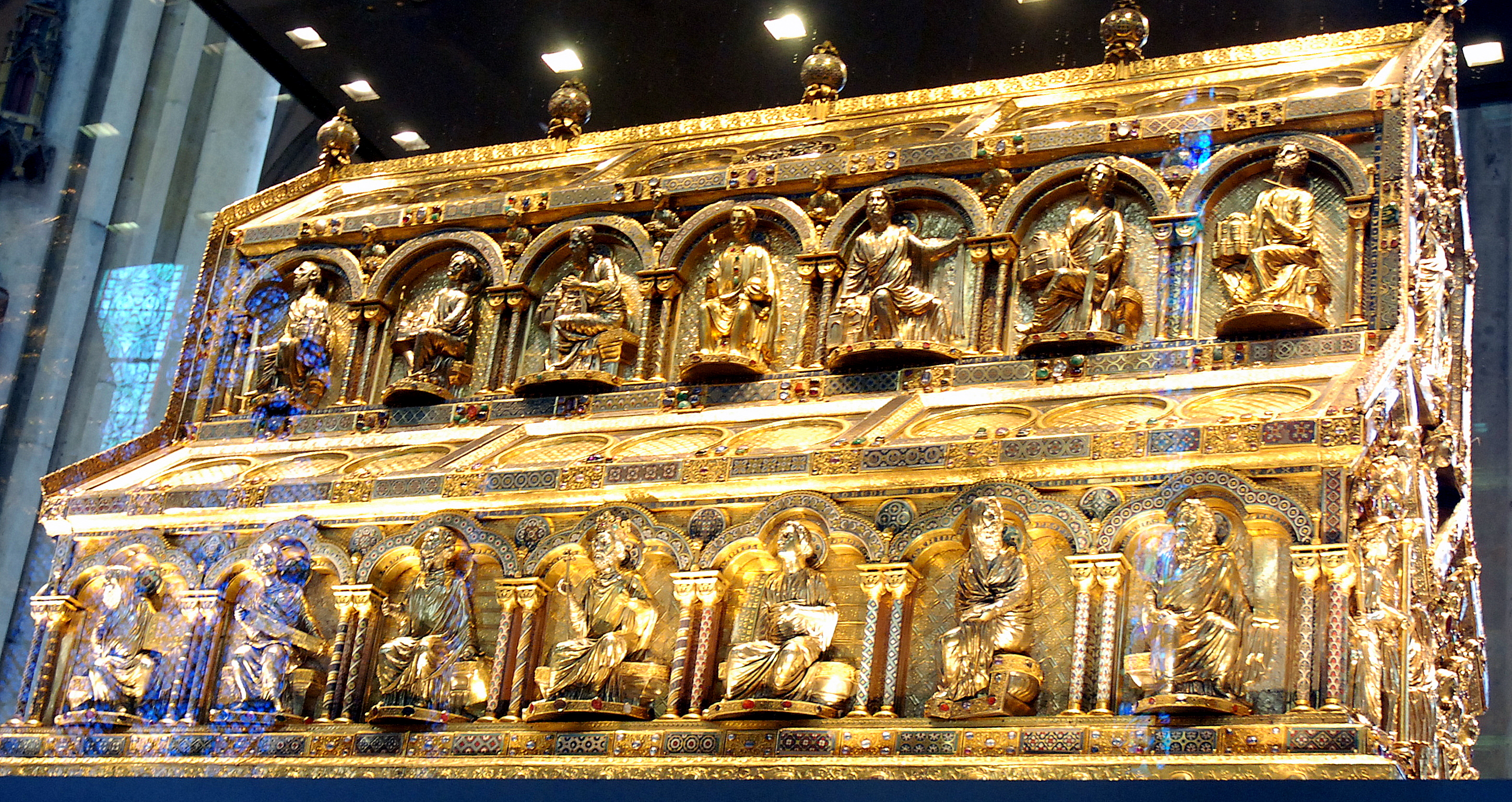
Schrijn in de Dom van Keulen met de vermeende relikwieën van de Drie Koningen

De wijzen uit het oosten of drie koningen zijn, binnen de christelijke traditie, de wijzen (Grieks: μαγοι, magoi) die Jezus van Nazareth na zijn geboorte kwamen vereren en geschenken van goud, wierook en mirre brachten. De aanbidding der koningen is een populair thema in de religieuze kunst. De wijzen maken deel uit van een traditionele kerststal, waarin ze vaak samen met kamelen worden afgebeeld.
Het bezoek van de wijzen uit het oosten aan Jezus wordt in het westers christendom oorspronkelijk gevierd op 6 januari. Sinds de vernieuwing van de liturgie wordt het feest in Nederland gevierd op de zondag tussen 2 en 8 januari, het hoogfeest van de Openbaring des Heren, in de volksmond Driekoningen.

## Nieuwe Testament
De vermelding van de wijzen komt in het Nieuwe Testament alleen voor in Matteüs 2:1-12. Over hun herkomst wordt alleen gezegd dat ze uit het oosten kwamen. Ook hun aantal en hun namen worden niet vermeld.
Er wordt verteld dat de wijzen vanuit het oosten naar Jeruzalem kwamen omdat zij de ster hadden zien opgaan van de pasgeboren koning der Joden en zij wilden hem eer bewijzen. Dit kwam koning Herodes de Grote ter ore en hij schrok van het nieuws. Hij riep de schriftgeleerden en hogepriesters samen om te weten te komen waar de messias geboren zou worden. Volgens de profetie was dat in Bethlehem. Daarna ontbood hij de wijzen en gaf hun de opdracht om de pasgeboren messias in Bethlehem te gaan opzoeken. Hij zei dat hij wilde weten waar het kind was, zodat hij hem zelf ook eer kon gaan bewijzen.
Volgens Matteüs zagen de wijzen, terwijl ze in Jeruzalem waren, de ster die zij hadden zien opgaan weer aan het firmament. De ster ging voor hen uit en bleef staan boven de plaats waar het kind verbleef. In dat huis vonden de wijzen Maria en de pasgeboren Jezus. Ze vielen op hun knieën en boden het kind goud, wierook en mirre aan.
God waarschuwde in een droom de wijzen ten slotte niet naar Herodes terug te gaan. Ze keerden daarom langs een andere route naar hun land terug. Toen Herodes ontdekte dat hij misleid was, liet hij, afgaande op het tijdstip dat hij van de magiërs had gehoord, alle jongetjes in Bethlehem tot de leeftijd van twee jaar vermoorden (de kindermoord van Bethlehem). Jozef was echter door God gewaarschuwd en was tijdig met Maria en Jezus gevlucht naar Egypte.

## Latere uitbreidingen
Het verhaal in Matteüs werd in de loop van de eeuwen uitgebreid met allerlei elementen die niet worden genoemd in het Bijbelse verhaal. Mattheüs noemt het aantal niet, maar volgens de traditie in het westers christendom zijn er drie wijzen. Dit getal van drie werd wellicht vastgesteld aan de hand van het aantal geschenken dat ze meebrachten. In tradities in het oosters christendom zijn er niet drie maar twaalf wijzen.

### Drie wijzen
De drie wijzen in de westerse traditie zijn:
| Naam      | leeftijd, uiterlijk                         | herkomst                                       | geschenk |
| --------- | ------------------------------------------- | ---------------------------------------------- | -------- |
| Caspar    | een twintiger                               | koning van Tarsis en van het eiland Egryscilla | wierook  |
| Balthasar | een veertiger met een donkere huid en baard | koning van Gondolië en Saba                    | mirre    |
| Melchior  | een bebaarde zestiger                       | koning van Nubië en Arabië                     | goud     |

De koningen kwamen volgens de overlevering uit de drie verschillende werelddelen. Ze vertegenwoordigen de drie takken van het menselijk geslacht, volgens de Bijbel het nageslacht van de drie zonen van Noach: Sem, Cham en Jafet. De mannen vertegenwoordigen drie leeftijden van de mens. Volgens de legende werden de koningen later gedoopt door Sint-Thomas. Ze zouden daarna bisschoppen zijn geworden in India. Deze legende kan teruggeleid worden tot een schrijver in de 6e eeuw die zich baseerde op apocriefe bronnen.
De namen Balthasar, Melchior en Caspar dateren uit de middeleeuwen. Rond de 8e eeuw werden ze in de kroniek Excerpta latina barbari genoemd als Bithisarea, Melichior en Gathasp. In andere christelijke tradities komen andere namen voor. Bij de Syrische christenen bijvoorbeeld heten de drie wijzen Larvandad, Goesjnasap en Hormisdas.

### Beschrijving als wijzen
In de Griekse grondtekst van het Bijbelboek Matteüs worden de wijzen uit het oosten met het woord μάγοι (magoi) aangeduid. Omdat dit woord het meervoud is van magus, wat soms een priester van het zoroastrisme (een oud Perzisch geloof dat nog steeds leeft in het huidige Iran en India) aanduidt, is wel verondersteld dat de wijzen uit het oosten Perzische priesters waren. Er is bovendien een apocrief boek (het Arabische evangelie van de Kindertijd van Jezus) waarin staat dat de wijzen Jezus bezochten omdat zijn komst door de profeet Zoroaster voorspeld was. De meeste wetenschappelijke commentaren zijn echter van mening dat dit verband met het zoroastrisme niet met zekerheid kan worden vastgesteld, omdat het woord magoi in meer algemene zin ook gebruikt wordt voor mensen die toekomstige gebeurtenissen kunnen voorzien, of voor magiërs en astrologen.
De benaming drie koningen komt vanaf de 3e eeuw voor, waarschijnlijk als vervulling van de voorspelling in Psalmen 72:11: "Laten alle koningen zich neerwerpen voor hem".